# أميرة (فلم)
أميرة، هُو فيلم دراما أردني صدر سنة 2021 للمُخرج المصري محمد دياب. أنتج الفيلم طاقم إنتاج مُشترك مُكون من محمد حفظي ومُنى عبد الوهاب ومعز مسعود ويوسف الطاهر ورولا ناصر. الفيلم من بطولة تارا عبود في دور أميرة، إلى جانب كُل من صبا مبارك وعلي سليمان في أدوار ثانوية.

## القصة
تدور أحداث الفيلم حول أميرة، وهي فلسطينية تبلغ من العمر 17 عامًا، يُقال لها إنها حبلت من الحيوانات المنوية المهربة لوالدها المسجون نوار.

## انتقادات
اختير الفيلم ليمثل المشاركة الأردنية لجائزة أفضل فيلم روائي عالمي في حفل توزيع جوائز الأوسكار الرابع والتسعين، لكن الهيئة الملكية للأفلام سحبته بسبب الجدل الذي دار حول موضوع الفيلم. تدور أحداث الفيلم حول فتاة فلسطينية تكتشف أن والدها الحقيقي كان حارس سجن إسرائيلي وليس أسيرًا فلسطينيًا، تعرض الفيلم لانتقادات من منظمات حقوق الأسرى وتم سحبه "احتراما لمشاعر الأسرى وعائلاتهم".
وقد أدانت وزارة الثقافة الفلسطينية إنتاج الفيلم "أميرة" وقالت إنه يعتدي ويسيء بكل وضوح لكرامة المعتقلين. كما طالبت اللجنة الوطنية للأسرى والمفقودين الأردنيين بوقف عرض الفيلم وسحبه من كافة المنصات، وبمحاسبة المسؤولين عنه.

## روابط خارجية
- مقالات تستعمل روابط فنية بلا صلة مع ويكي بيانات